# Alpu (district)
Alpu is een Turks district in de provincie Eskişehir en telt 13.870 inwoners (2007). Het district heeft een oppervlakte van 885,6 km². Hoofdplaats is Alpu.
De bevolkingsontwikkeling van het district is weergegeven in onderstaande tabel.
| 1997   | 2000   | 2007   |
| ------ | ------ | ------ |
| 16.363 | 16.727 | 13.870 |